# Tranzyt Wenus 8 czerwca 2004

Droga Wenus na tle tarczy Słońca (ruch od lewej do prawej strony)

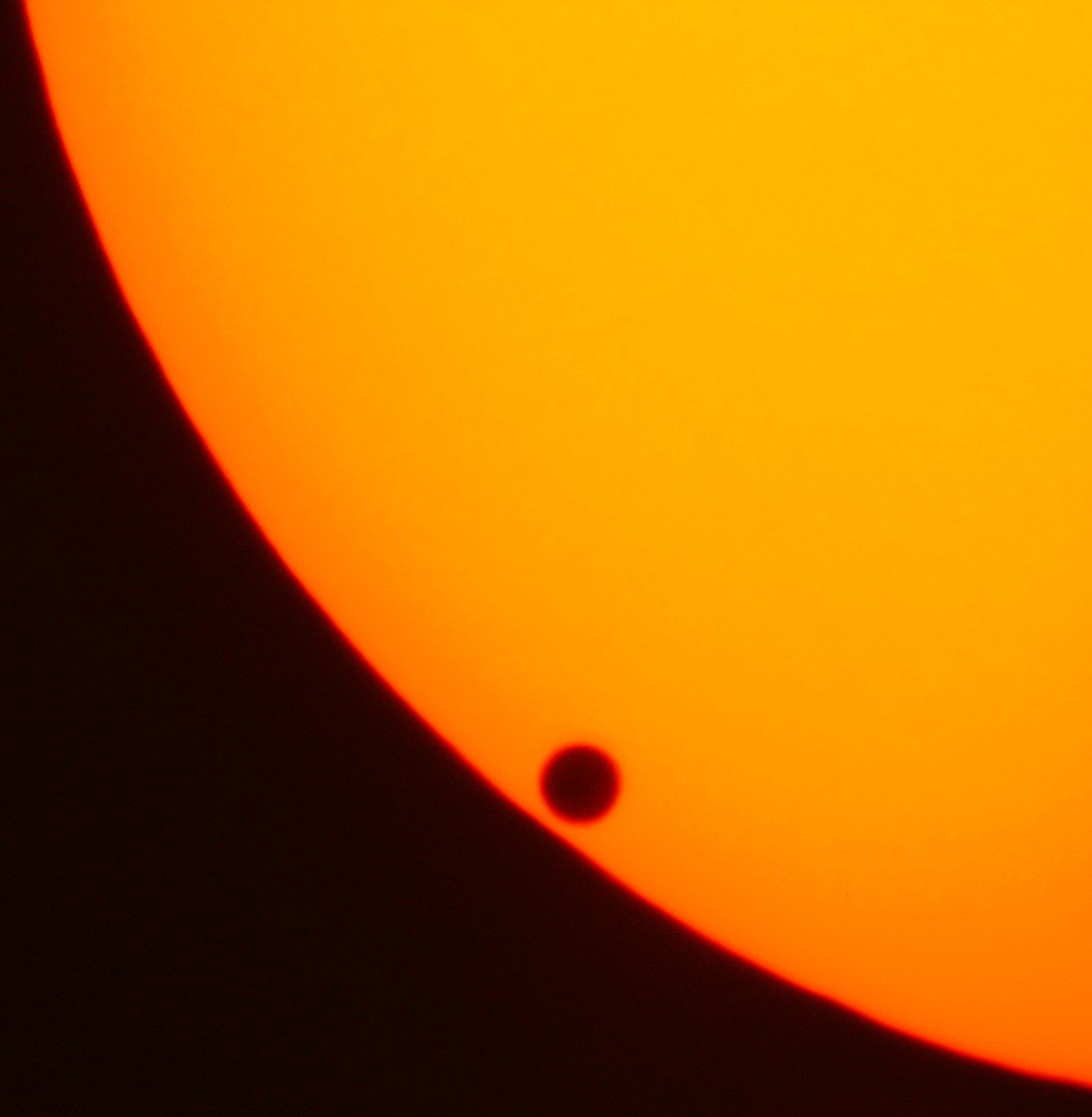
Wenus na tle Słońca 8 czerwca 2004

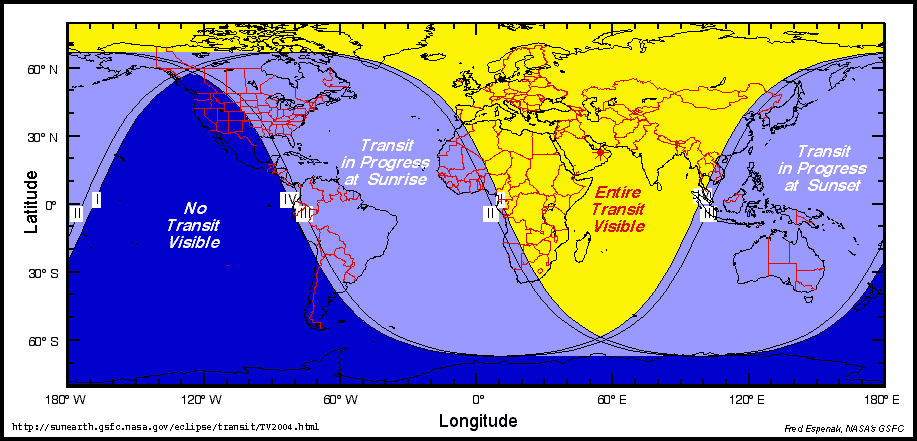
Mapka przedstawiająca możliwość recepcji zjawiska z różnych zakątków Ziemi

Tranzyt Wenus 8 czerwca 2004 – zjawisko astronomiczne tranzytu Wenus na tle tarczy słonecznej, jakie można było obserwować z Ziemi we wtorek 8 czerwca 2004.

## Recepcja
Słońce, Wenus i Ziemia znalazły się na jednej linii. Wenus była widoczna na tle Słońca jako niewielka, czarna plamka. Zjawisko to było można obserwować z większości lądów na Ziemi, w tym również z terytorium Polski. Przejście nie było widoczne z terytorium Nowej Zelandii, Antarktydy, południowej części Ameryki Południowej i zachodniej Ameryki Północnej (zobacz grafikę obok).

## Terminarz
Poprzednio takie zjawisko miało miejsce 6 grudnia 1882 r., następnie - 6 czerwca 2012 r. W przyszłości tranzyty wystąpią 11 grudnia 2117 r. (niewidoczne z terenów Polski) i 8 grudnia 2125 r., jednak następny tranzyt w całości widoczny z Polski nastąpi dopiero 11 czerwca 2247 r.

## Znaczenie naukowe
Przejście Wenus z 2004 było okazją do kalibracji wielu instrumentów astronomicznych i metod mierzenia fluktuacji stałej słonecznej. Większość naukowo istotnych obserwacji przejścia zostało wykonanych za pomocą instrumentów umieszczonych na orbicie okołoziemskiej. Przykłady to Total Irradiance Monitor i inne instrumenty zainstalowane na pokładzie satelity SORCE wystrzelonego przez NASA w 2003 roku.
Przejście pozwoliło też na przetestowanie szczegółów metod odkrywania planet pozasłonecznych na podstawie obserwacji podobnych zjawisk w innych układach planetarnych. W szczególności, obserwacje z satelity ACRIMSAT zostały użyte do kalibracji tych metod, z uwzględnieniem efektów pociemnienia brzegowego i różnic w zmianach intensywności w poszczególnych obszarach widma.
Obserwacje w wysokiej rozdzielczości faz przejścia przed drugim kontaktem oraz po trzecim kontakcie przy użyciu instrumentów na pokładzie satelity Transition Region and Coronal Explorer (TRACE) pogłębiły nasz stan wiedzy na temat struktury atmosfery Wenus, w szczególności asymetrii powłoki chmur w górnych warstwach atmosfery Wenus.